# Rákoskeresztúr
Rákoskeresztúr est un quartier situé dans le 17e arrondissement de Budapest. 

## Histoire
Le quartier  était déjà habité autour de la conquête hongroise. Sa première trace écrite, connue sous le nom de Pousarakusa (Pósarákosa), se trouve dans une charte datée de 1265, du nom de son premier détenteur. Dans ladite charte, le domaine a été donné au couvent des croisés de Felhévíz, dont l'église ici (les murs de fondation du sanctuaire) a été fouillée en 1962. Le village médiéval a été complètement détruit pendant l'occupation turque. Entre 1725 et 1728, il a été réinstallé avec les Slovaques autour d'Aszód. Il est classé comme village depuis 1727, et en 1770, de nouveaux colons, principalement des Souabes, sont venus s'installer dans le village. Le quartier appartenait à la famille Podmaniczky, qui a également construit le château vers 1750 le long de l'actuelle Pesti út. Plusieurs villages se sont séparés de Rákoskeresztúr : en 1880 Rákoshegy et en 1907 Rákosliget sont devenus des villages indépendants.

## Parties
Les parties du Rákoskeresztúr d'aujourd'hui sont l'Ófalu, qui marque le lieu du village d'origine, et les lotissement à panneaux Újlak et Kis utca, qui marquent la croissance et l'expansion du quartier. Le Rákoskeresztúr indépendant appartenait également à plusieurs parties du quartier : l'actuelle Régiakadémiatelep, l'Akadémiaújtelep et le Madárdomb. Les deux derniers ont été formés après la création du Grand Budapest (1er janvier 1950) et sont devenus une partie indépendante de l'arrondissement.